# St. Stephan (Pápa)

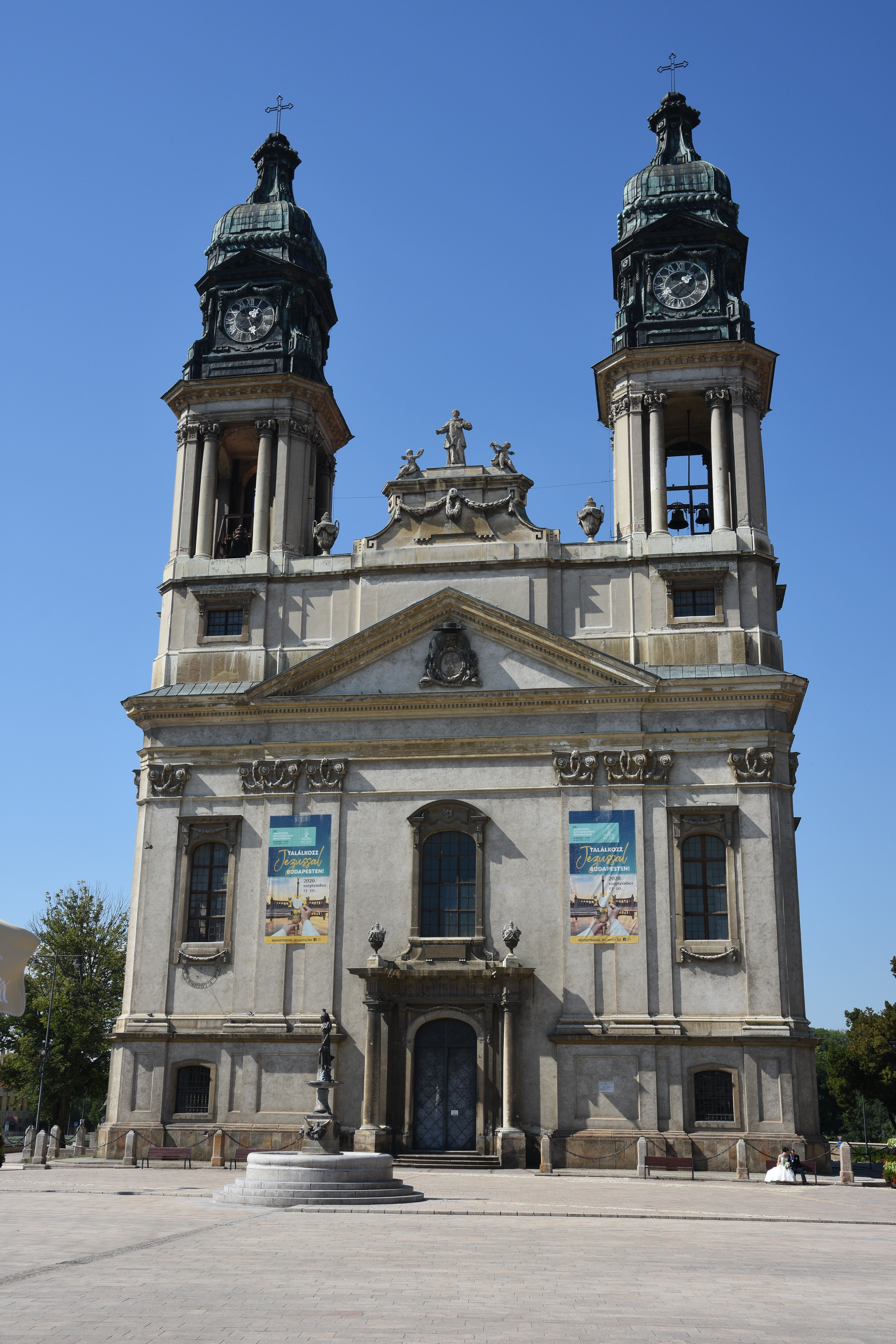
St. Stephan

St. Stephan (ungarisch Szent István vértanú plébániatemplom ‚Pfarrkirche des heiligen Märtyrers Stephanus‘, meist kurz Nagytemplom – „Großkirche“) ist die römisch-katholische Hauptkirche und ein Wahrzeichen der ungarischen Stadt Pápa im Komitat Veszprém. Die doppeltürmige Saalkirche im spätbarocken Louis-seize-Stil nach Plänen von Jakob Fellner wurde 1774 begonnen. Nach Vollendung der Ausstattung, darunter Deckenfresken von Franz Anton Maulbertsch, wurde sie 1795 geweiht.

## Geschichte
Ein Vorgängerbau ist im Jahr 1225 als Mittelpunktskirche für die Ortschaften im Gebiet der heutigen Stadt Pápa erwähnt. Anfang des 15. Jahrhunderts erneuerte Palatin Nikolaus Garai die Kirche gleichzeitig mit dem Bau der benachbarten Wehrburg. Von der Reformation bis zum Jahr 1732 war die Stephanskirche protestantisch. Im 17. Jahrhundert ging die Burg in den Besitz der Magnatenfamilie Esterházy über, die sie im 18. Jahrhundert durch das heutige Barockschloss ersetzte. Hier war ab 1760 Bischof Karl Eszterházy Schlossherr. Er ließ die baufällige Kirche abreißen und stiftete den Neubau, für den er führende Künstler der Habsburgermonarchie gewann. Bei der Kirche steht eine Statue des Bischofs von László Marton.

## Architektur

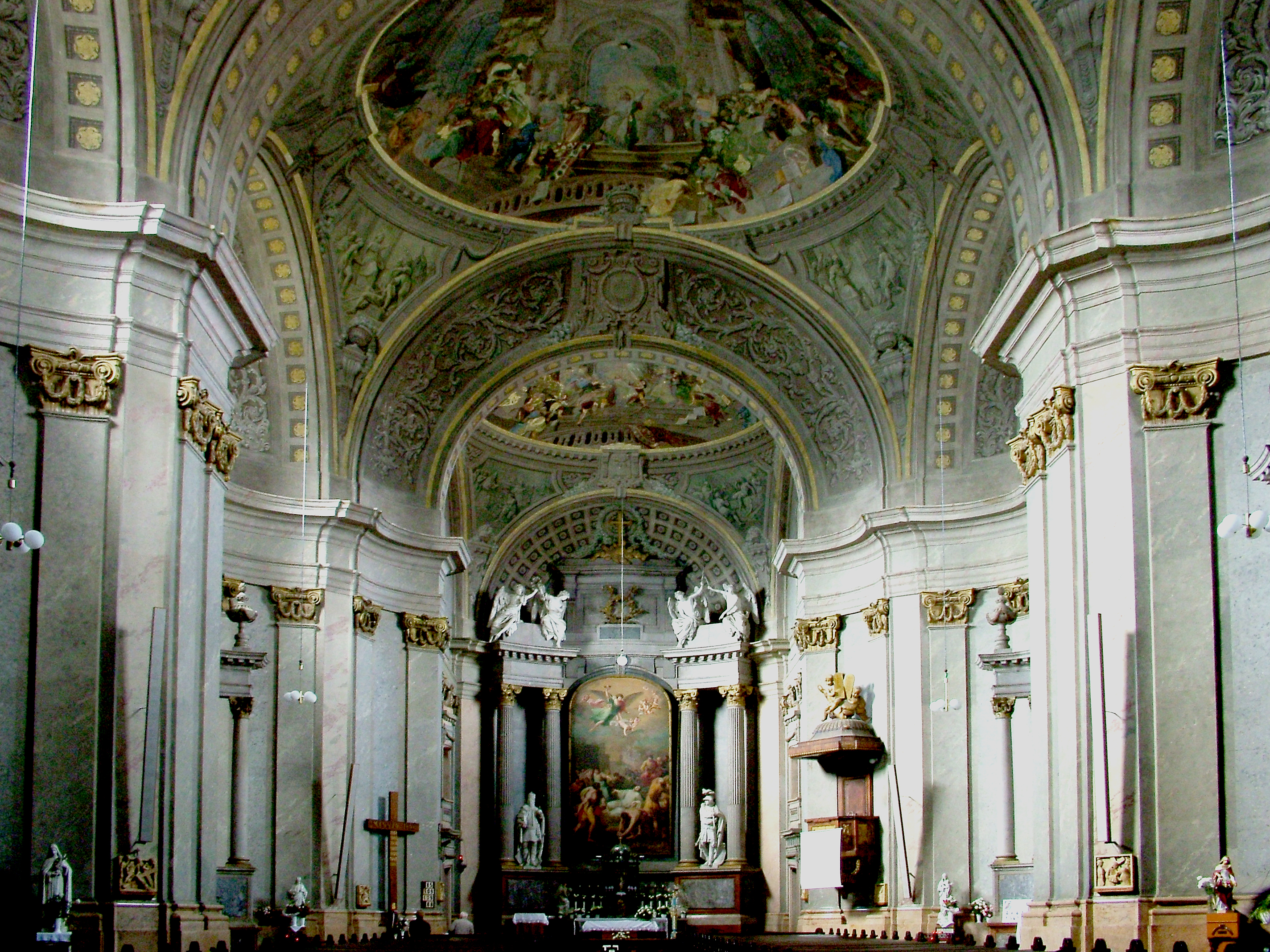
Inneres

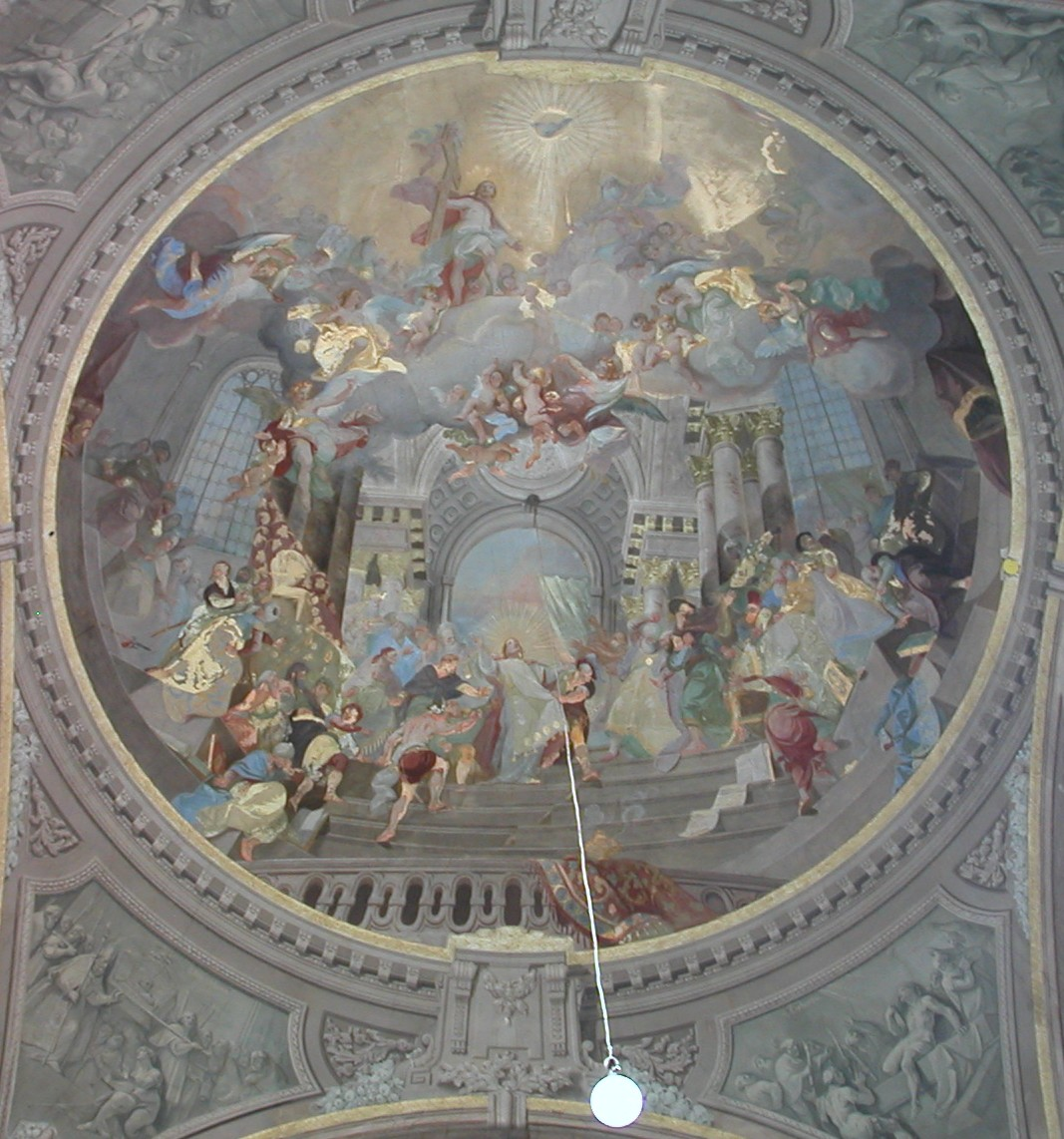
Deckenfresko von Franz Anton Maulbertsch: Himmelsvision und Verhaftung des hl. Stephanus

Die Stephanskirche zeigt die schnörkellosen, zum Klassizismus überleitenden Formen des Louis-seize. Die Portalfassade mit den beiden 57 m hohen Glockentürmen weist nach Südosten zum Stadtzentrum. Sie wird von einem streng geometrischen Dreiecksgiebel beherrscht. Bekrönt ist sie mit einer Statue des Kirchenpatrons Stephanus zwischen zwei knienden Engeln.
Der 42 m lange Kirchsaal gliedert sich in das Langhaus und den etwas schmaleren rechteckigen Chor. Das Langhaus ist innen von zwei, der Chorraum von einer Flachkuppel überwölbt, die mit Gurtbögen voneinander getrennt sind.
Unter der Kirche erstreckt sich eine geräumige Krypta, in der Mitglieder der Familie Esterházy sowie Adlige und führende Bürger von Pápa bestattet sind.

## Ausstattung
Die Ausstattung ist von hoher Qualität und stammt von bedeutenden Schnitzern, Malern und Steinmetzen der Habsburgermonarchie. Thematisch steht die Gestalt des Protomärtyrers Stephanus im Mittelpunkt. Die drei Kuppelfresken von Maulbertsch zeigen in bewegten, figurenreichen Kompositionen die Diakonenweihe des Stephanus (Apg 6,5–6 ), seine Rede vor dem Sanhedrin (Apg 7,2–53 ) und – im Chor – seine Vision des offenen Himmels und seine Wegführung zur Hinrichtung (Apg 7,54–56 ). Das Hochaltarretabel von Hubert Maurer stellt Stephanus’ Steinigung und Tod dar (Apg 7,58–60 ).
Der erste Seitenaltar links ist dem heiligen Karl Borromäus, dem Namenspatron Karl Eszterházys, gewidmet. Das Altarbild zeigt den Heiligen bei der Kommunionspendung an eine Pestkranke, hinter ihm Bischof Eszterházy. Die Kanzel von 1781 bis 1795 fertigte der böhmische Bildhauer Philip Jakob Prokop (1740–1814).